# Anticorps anti-thyroglobuline
Les anticorps anti-thyroglobuline (Ac anti-TG) sont des auto-anticorps du groupe des anticorps anti-thyroïdiens (en majorité des IgG), de rôle inconnu, dirigés contre la thyroglobuline, protéine synthétisée par la glande thyroïde. 

## Signification pathologique
Ils sont principalement demandés avec la thyroglobuline pour le suivi des cancers différentiés de la thyroïde. Le taux d’anticorps n'est pas corrélé à l’activité clinique de la maladie. Mais la réapparition de l'Ac anti-Tg est généralement un indicateur de récidive. 
Le dosage des anticorps anti-Tg constitue une aide importante dans le suivi de la thyroïdite de Hashimoto (en seconde intention lorsque le dosage des Ac anti-TPO est négatif) et pour son diagnostic différentiel (suspicion d'une autre maladie thyroïdienne auto-immune, maladie de Basedow). La sensibilité de la méthode de dosage sanguin peut être augmentée par le dosage simultané d’autres anticorps thyroïdiens (anti-TPO, anti-récepteur de la TSH). Un résultat négatif ne permet cependant pas d’exclure le diagnostic d’une maladie auto-immune. 